# Millas
Millas (în catalană Millars) este o comună în departamentul Pyrénées-Orientales din sudul Franței. În 2009 avea o populație de 3.901 de locuitori.

## Evoluția populației
| An        | 1975  | 1982  | 1990  | 1999  | 2006  | 2009  |
| --------- | ----- | ----- | ----- | ----- | ----- | ----- |
| Populație | 2.569 | 2.824 | 3.091 | 3.452 | 3.766 | 3.901 |